# عبد الرحيم الدباس
عبد الرحيم الدباس (بالإنجليزية: Abduraheem Ahmed Al-Debbas)‏؛ مواليد 3 يوليو 1992 في الأحساء، السعودية، هو لاعب كرة قدم سعودي .
كانت بداياته مع نادي الجيل و انتقل إلى هجر في صيف 2015 و لكن لم يلعب أي مباراه وعاده إلى الجيل بنظام الإعارة .

## روابط خارجية
- عبد الرحيم الدباس على موقع Soccerway.com (الإنجليزية)